# Trec Nutrition
 (mars 2015).
Si vous disposez d'ouvrages ou d'articles de référence ou si vous connaissez des sites web de qualité traitant du thème abordé ici, merci de compléter l'article en donnant les références utiles à sa vérifiabilité et en les liant à la section « Notes et références ».
 (mars 2015).
Trec Nutrition est une société opérante dans l'industrie du sport, qui possède des marques telles que Trec Nutrition, Trec Wear, Vitamin Shop, Zapytaj Trenera (Demandez à l'entraîneur), Cross Trec, Action Line et Beltor,.

## Histoire
Trec Nutrition Sp. z o.o. a été créé en 2001. La société est basée à Gdynia. Au début, la société était impliquée dans la production de compléments nutritionnels pour les athlètes et leur vente sur le marché polonais. Puis la marque Vitamin Shop a été créée, c’est-à-dire une chaîne de magasins avec des suppléments alimentaires pour les athlètes, fonctionnant grâce à un système de franchise, et s’est étendue au-delà des frontières de la Pologne. Le développement systématique de l'ensemble de l'entreprise a conduit à la présence de ses produits dans 42 pays. Désormais, l'entreprise opère également sur le marché de l'éducation et des vêtements de sports.

## Produits
La société produit des suppléments pour les athlètes sous la marque Trec Nutrition. À l'heure actuelle, elle propose plus de 200 produits dans 17 catégories de produits. L’un des produits les plus populaires est le supplément pré-entraînement SAW. Par ailleurs, les produits phares sont : la créatine de malate CM3 et la protéine Whey 100.

## Vêtements
En 2012, la société a créé la marque Trec Wear, qui fabrique des vêtements pour les athlètes. Les créateurs de la marque insistent dans tous les matériaux de marketing sur le fait que la production a lieu en Pologne. Trec Wear fabrique quatre catégories de vêtements : sport style, crosstrec, cooltrec et pro series. À l'heure actuelle, cette marque de vêtements est vendue dans plusieurs pays européens,.

## Communauté
Les débuts de l'entreprise étaient associés à l'environnement de la musculation et jusqu’à ce jour c’est la discipline sportive la plus soutenue par l’entreprise. Grâce au programme Trec Team Athletes, la société a aussi trouvé des fans dans plusieurs autres sports, comme les arts martiaux, le crossfit, l'athlétisme, la natation et la gymnastique suédoise. Dans le cadre de ce programme plus de 200 athlètes de 25 pays ont rejoint les rangs des sympathisants de la société, parmi lesquels on trouve Michał Karmowski, Tomasz Lech, Denis Cyplenkov, Paweł Jędrzejczyk, Hannibal For  King, Jan Łuka, Mariusz Cieśliński ou Przemysław Saleta.
Depuis 2011, la société s’est engagée au contact direct avec les clients, grâce à des profils sur les réseaux sociaux. Actuellement les activités menées par l'entreprise sont régulièrement  mentionnées par des entreprises de recherche indépendantes, classées en tête des meilleurs profils de réseaux sociaux dans l'industrie,.

## Activité éducative
En octobre 2012, la société a lancé une activité éducative appelée Zapytaj Trenera (Demandez à l'entraîneur), dans le but de diffuser les connaissances d’entraîneurs bien connus sous forme de vidéos gratuites. Depuis lors, ces films ont été vus par plus de douze millions de personnes. Plusieurs entraîneurs participent au projet.